# Gekijōban Karakai jōzu no Takagi-san
Gekijōban Karakai jōzu no Takagi-san (jap. 劇場版 からかい上手の高木さん) – japoński film animowany z 2022 roku na podstawie mangi o tym samym tytule i jej spin-offu Ashita wa doyōbi. Za produkcję odpowiadało studio Shin-Ei Animation, za reżyserię Hiroaki Akagi, a za scenariusz Hiroko Fukuda, Aki Itami i Kanichi Katō. Wczesne pokazy filmu miały miejsce w Toho Cinemas Hibiya w tokijskiej dzielnicy Chiyoda 4 czerwca 2022, natomiast premiera w japońskich kinach odbyła się 10 czerwca.

## Fabuła
Podczas zajęć Nishikata martwi się deszczem, ponieważ zostawił parasol w domu. Takagi drażni się z nim, rysując „parasolową” część aiaigasy, ale okazuje się, że jest to rybia ość. Po szkole oboje grają w guriko. Takagi wygrywa grę po tym, jak droczy się z Nishikatą, sugerując, że pocałuje go w ramach kary, jeśli zagra on nożyczkami. Następnego dnia, Nishikata i Nakai zauważają Kimurę robiącego zdjęcia Takao jako część dokumentowania ich codziennego szkolnego życia przed ukończeniem szkoły. Pan Tanabe przypomina Kimurze i Takao, aby traktowali robienie zdjęć poważnie, ponieważ będą one pamiątką, do której będą wracać w przyszłości. Podczas lekcji pływania, Nishikata wyzywa Takagi na pojedynek, kto dłużej wytrzyma pod wodą. Dziewczyna wygrywa wyzwanie po wypowiedzeniu czegoś, co on źle zrozumiał. Później Takagi dowiaduje się od Mano plotki o życzeniu spełnianym, jeśli zobaczy się świetliki. Po zajęciach z pływania Hamaguchi prosi Nishikatę, by zastąpił go w pomocy przy mushi okuri na wyspie, żeby mógł spędzić czas z Hojo, zanim ta wyjedzie na letnią szkołę do Kanady. Nishikata zaprasza Takagi na mushi okuri, ale nie udaje im się znaleźć świetlików.
Na początku wakacji Mina i Yukari dowiadują się, że Sanae zamierza rozpocząć naukę w liceum w innym mieście. Mina postanawia sporządzić listę 100 rzeczy, które trio może zrobić podczas wakacji. W międzyczasie Takagi i Nishikita znajdują porzuconego kociaka w świątyni. Zabierają go do sklepu zoologicznego prowadzonego przez Otę, wraz z jej papugą Katsuo, aby kupić mu jedzenie. Następnie Nishikata rzuca wyzwanie Takagi, proponując, by sprawdzili, jakie imię zaakceptuje kociak. Ostatecznie decydują się jednak nazwać go „Hana”, po tym jak zobaczyli, jak radośnie bawi się kwiatami. Przez całe wakacje Takagi i Nishikata odwiedzają i opiekują się Haną w świątyni. Jakiś czas później Takagi wyjawia Nishikacie swoją decyzję o adopcji kociaka. Kupują w prezencie obrożę z motywem kwiatowym, ale po powrocie do świątyni, zastają rodzinę zabierającą kociaka ze sobą. Nishikata pociesza Takagi i obiecuje, że uczyni ją szczęśliwą na zawsze. Jakiś czas później, podczas festiwalu, Mina i Yukari z ulgą dowiadują się, że Sanae planuje kontynuować z nimi naukę w liceum na wyspie. Podczas oglądania fajerwerków Takagi również obiecuje, że uszczęśliwi Nishikatę na zawsze. W scenie po napisach końcowych dorośli Takagi i Nishikata wraz z ich córką Chi biorą udział w mushi okuri, podczas którego udaje im się znaleźć świetliki.

## Obsada
| Postać     | Seiyū            |
| ---------- | ---------------- |
| Takagi     | Rie Takahashi    |
| Nishikata  | Yūki Kaji        |
| Mina       | Konomi Kohara    |
| Yukari     | M・A・O          |
| Sanae      | Yui Ogura        |
| Kimura     | Fukushi Ochiai   |
| Takao      | Nobuhiko Okamoto |
| Hamaguchi  | Kōki Uchiyama    |
| Hojo       | Aoi Yūki         |
| Nakai      | Yuma Uchida      |
| Mano       | Kotori Koiwai    |
| Takagawa   | Madoka Asahina   |
| Pan Tanabe | Hinata Tadokoro  |
| Hana       | Inori Minase     |
| Katsuo     | Jun Fukushima    |
| Ota        | Haruka Tomatsu   |
| Chi        | Yume Miyamoto    |

## Produkcja
W sierpniu 2021 oficjalna strona internetowa wydawnictwa Shōgakukan ujawniła powstanie filmowej wersji mangi Teasing Master Takagi-san autorstwa Sōichirō Yamamoto, publikując szczegóły dotyczące zbliżającego się wydania jej 16 tomu. We wrześniu 2021 potwierdzono oficjalnie produkcję filmu. Reżyserią zajął się Hiroaki Akagi, który odpowiadał wcześniej za reżyserię serialu anime Teasing Master Takagi-san. Film powstał w studiu Shin-Ei Animation pod nadzorem Yamamoto, a do projektu zaangażowano także głównych członków ekipy produkcyjnej trzeciego sezonu anime. Wśród nich znaleźli się scenarzyści Hiroko Fukuda, Aki Itami oraz Kanichi Katō, a także projektantka postaci Aya Takano. Aki Itami, będąc miłośniczką kotów, napisała sceny z udziałem Hany, natomiast Kanichi Katō skupił się na wątkach związanych z Miną, Yukari i Sanae. Hiroko Fukuda była odpowiedzialna za główną fabułę oraz kompozycję filmu. Dodatkowo potwierdzono, że Rie Takahashi i Yūki Kaji powrócą do swoich ról w filmie odpowiednio jako Takagi i Nishikata.
W kwietniu 2022 ogłoszono, że Inori Minase i Haruka Tomatsu dołączą do powracającej obsady z serii anime w nadchodzącym filmie. Wraz z tą informacją ujawniono również resztę ekipy produkcyjnej, w tym Yukiego Kasaharę jako dyrektora artystycznego, Masato Makino jako operatora, Yumiko Nakabę jako montażystę oraz Takahiro Enomito jako reżysera dźwięku. W maju 2022 podano, że postacie, którym Minase i Tomatsu udzielą głosu w filmie, to odpowiednio Hana, kotka znaleziona przez Takagi i Nishikatę oraz Ota, sprzedawczyni w sklepie zoologicznym. W czerwcu 2022 Hiroaki Akagi ujawnił, że film będzie przedstawiał „koniec historii, która rozpoczęła się w trzecim sezonie”, a jego fabuła „nie istnieje w oryginalnym dziele”. W związku z tym ekipa produkcyjna skonsultowała się z Yamamoto przed rozpoczęciem prac nad filmem. Podczas ceremonii powitania filmu w Toho Cinemas Hibiya, również w czerwcu, ogłoszono, że Yume Miyamoto wcieli się w postać Chi, córki Takagi i Nishikaty, co później zostało potwierdzone przez samą Miyamoto. W lipcu 2022 wytwórnia Sentai Filmworks ogłosiła, że film będzie kontynuacją serialu anime.

## Ścieżka dźwiękowa
W marcu 2022 Hiroaki Tsutsumi ujawnił, że skomponuje ścieżkę dźwiękową do filmu, po tym jak wcześniej zrobił to dla trzech sezonów serialu anime. Poinformowano również, że Yuiko Ōhara wykona motyw przewodni filmu zatytułowany „Hajimari no natsu” (jap. はじまりの夏). Utwór pochodzi z jej albumu Island Memories, który został wydany w Japonii 13 lipca 2022 przez Toho Animation Records. Aranżer muzyczny Minoru Yoshida umieścił w piosence przewodniej odgłosy fal i promów, które nagrał na Shōdoshimie. Ścieżka dźwiękowa filmu, skomponowana przez Tsutsumiego, została wydana cyfrowo 10 czerwca 2022.
| Lista utworów | Lista utworów                                                                         | Lista utworów |
| Nr            | Tytuł utworu                                                                          | Długość       |
| ------------- | ------------------------------------------------------------------------------------- | ------------- |
| 1.            | „Ame nochi hare (雨のち晴れ)”                                                         | 3:31          |
| 2.            | „Choki sakusen (チョキ作戦)”                                                          | 2:21          |
| 3.            | „Karakai chokin (からかい貯金)”                                                       | 1:04          |
| 4.            | „Itsumo to chigau Takagi-san (いつもと違う高木さん)”                                  | 1:13          |
| 5.            | „Mina to Yukari to Sanae no onajiyōna hibi (ミナとユカリとサナエの同じような日々)”    | 1:14          |
| 6.            | „Izanau yūki to sasowa reru yorokobi (誘う勇気と誘われる喜び)”                        | 2:45          |
| 7.            | „Mushiokuri (虫送り)”                                                                 | 6:26          |
| 8.            | „Chīsana basutei (小さなバス停)”                                                      | 0:50          |
| 9.            | „Au riyū (会う理由)”                                                                  | 1:51          |
| 10.           | „Hana to no deai (ハナとの出会い)”                                                    | 1:07          |
| 11.           | „Omoiire no hajimari (思い入れのはじまり)”                                            | 1:27          |
| 12.           | „Mina to Yukari to Sanae no yaritai koto 100 (ミナとユカリとサナエのやりたいこと100)” | 1:29          |
| 13.           | „Namae kime taiketsu (名前決め対決)”                                                  | 1:30          |
| 14.           | „Hana to Takagi-san to Nishikata (ハナと高木さんと西片)”                              | 1:39          |
| 15.           | „Hana to shōbu (ハナと勝負)”                                                          | 1:29          |
| 16.           | „Owaritakunai (終わりたくない)”                                                       | 1:30          |
| 17.           | „Hana to no wakare (ハナとの別れ)”                                                    | 1:33          |
| 18.           | „Nishikata kara Takagi-san e (西片から高木さんへ)”                                    | 1:52          |
| 19.           | „Takagi-san kara Nishikata e (高木さんから西片へ)”                                    | 2:43          |
| 20.           | „Karakai jōzu no Takagi-san (からかい上手の高木さん)”                                 | 3:16          |
| 21.           | „Kazoku sorotte (家族揃って)”                                                         | 2:05          |
|               |                                                                                       | 42:55         |

## Wydanie
Wczesne pokazy filmu odbyły się w Toho Cinemas Hibiya w tokijskiej dzielnicy Chiyoda 4 czerwca 2022, natomiast premiera w japońskich kinach miała miejsce 10 czerwca. Za dystrybucję odpowiadało Tōhō.
Film został wydany na Blu-ray i DVD w Japonii 16 listopada 2022, a 10 stycznia 2023 został udostępniony w japońskim Amazon Prime Video.